# حوزه انتخابیه دورود و ازنا
حوزهٔ انتخاباتی دورود و ازنا یکی از حوزه از حوزه‌های استان لرستان برای انتخابات مجلس شورای اسلامی است. این حوزه به مرکزیت دورود، ۱ نماینده دارد.

## نمایندهدوره دوازدهم
روح‌الله لک علی‌آبادی

## پی‌نوشت و منبع
- «جدول حوزه‌های انتخابیه در انتخابات دهمین دورهٔ مجلس شورای اسلامی» (PDF). مرکز پژوهش و سنجش افکار صدا و سیما. بایگانی‌شده از اصلی (PDF) در ۵ اكتبر ۲۰۱۸. دریافت‌شده در ۳ اوت ۲۰۱۶. تاریخ وارد شده در |archive-date= را بررسی کنید (کمک)